# العلاقات الجزائرية التوفالية
العلاقات الجزائرية التوفالية هي العلاقات الثنائية التي تجمع بين الجزائر وتوفالو.

## مقارنة بين البلدين
هذه مقارنة عامة ومرجعية للدولتين:
| وجه المقارنة                                              | الجزائر                      | توفالو                         |
| --------------------------------------------------------- | ---------------------------- | ------------------------------ |
| المساحة (كم2)                                             | 2.38 مليون                   | 26                             |
| عدد السكان (نسمة)                                         | 38.81 مليون                  | 11.19 ألف                      |
| الكثافة السكانية (ن./كم²)                                 | 16.31                        | 43.04 ألف                      |
| العاصمة                                                   | الجزائر                      | فونافوتي                       |
| اللغة الرسمية                                             | اللغة العربية، لغات أمازيغية | اللغة التوفالوية، لغة إنجليزية |
| العملة                                                    | دينار جزائري                 | دولار توفالو                   |
| الناتج المحلي الإجمالي (بليون دولار)                      | 170.37 مليار                 | 39.73 مليون                    |
| الناتج المحلي الإجمالي (تعادل القوة الشرائية) بليون دولار | 582.63 مليار                 | 38.93 مليون                    |
| الناتج المحلي الإجمالي الاسمي للفرد دولار أمريكي          | 4.21 ألف                     | 3.29 ألف                       |
| الناتج المحلي الإجمالي للفرد دولار أمريكي                 | 14.19 ألف                    | 3.77 ألف                       |
| مؤشر التنمية البشرية                                      | 0.745                        |                                |
| رمز المكالمات الدولي                                      | +213                         | +688                           |
| رمز الإنترنت                                              | .dz                          | .tv                            |
| المنطقة الزمنية                                           | ت ع م+01:00                  | ت ع م+12:00                    |

## منظمات دولية مشتركة
يشترك البلدان في عضوية مجموعة من المنظمات الدولية، منها:
| علم المنظمة | اسم المنظمة                   | تاريخ انضمام الجزائر | تاريخ انضمام توفالو |
| ----------- | ----------------------------- | -------------------- | ------------------- |
|             | الاتحاد الدولي للاتصالات      | 3 مايو 1963          | 15 أغسطس 1996       |
|             | مؤسسة التنمية الدولية         | 26 سبتمبر 1963       | 24 يونيو 2010       |
|             | يونسكو                        | 15 أكتوبر 1962       | 21 أكتوبر 1991      |
|             | منظمة حظر الأسلحة الكيميائية  | ?                    | ?                   |
|             | الأمم المتحدة                 | 8 أكتوبر 1962        | 5 سبتمبر 2000       |
|             | الاتحاد البريدي العالمي       | ?                    | ?                   |
|             | البنك الدولي للإنشاء والتعمير | 26 سبتمبر 1963       | 24 يونيو 2010       |

## وصلات خارجية
- موقع وزارة الخارجية الجزائرية